# Стар-Сити (Арканзас)
Стар-Сити (англ. Star City, Arkansas) — город, расположенный в округе Линкольн (штат Арканзас, США) с населением в 2471 человек по статистическим данным переписи 2000 года.
Является административным центром округа Линкольн.

## География
По данным Бюро переписи населения США город Стар-Сити имеет общую площадь в 10,88 квадратных километров, водных ресурсов в черте населённого пункта не имеется.
Стар-Сити расположен на высоте 83 метра над уровнем моря.

## Демография
По данным переписи населения 2000 года в Стар-Сити проживал 2471 человек, 603 семьи, насчитывалось 875 домашних хозяйств и 972 жилых дома. Средняя плотность населения составляла около 226,7 человек на один квадратный километр. Расовый состав Стар-Сити по данным переписи распределился следующим образом: 76,93 % белых, 21,08 % — чёрных или афроамериканцев, 0,61 % — коренных американцев, 0,77 % — представителей смешанных рас, 0,04 % — других народностей. Испаноговорящие составили 1,21 % от всех жителей города.
Из 875 домашних хозяйств в 37,4 % — воспитывали детей в возрасте до 18 лет, 46,5 % представляли собой совместно проживающие супружеские пары, в 18,6 % семей женщины проживали без мужей, 31,0 % не имели семей. 28,8 % от общего числа семей на момент переписи жили самостоятельно, при этом 15,8 % составили одинокие пожилые люди в возрасте 65 лет и старше. Средний размер домашнего хозяйства составил 2,52 человек, а средний размер семьи — 3,10 человек.
Население города по возрастному диапазону по данным переписи 2000 года распределилось следующим образом: 27,0 % — жители младше 18 лет, 7,9 % — между 18 и 24 годами, 24,8 % — от 25 до 44 лет, 17,5 % — от 45 до 64 лет и 22,9 % — в возрасте 65 лет и старше. Средний возраст жителей составил 38 лет. На каждые 100 женщин в Стар-Сити приходилось 75,4 мужчин, при этом на каждые сто женщин 18 лет и старше приходилось 69,8 мужчин также старше 18 лет.
Средний доход на одно домашнее хозяйство в городе составил 32 197 долларов США, а средний доход на одну семью — 40 156 долларов. При этом мужчины имели средний доход в 34 107 долларов США в год против 19 630 долларов среднегодового дохода у женщин. Доход на душу населения в городе составил 13 998 долларов в год. 15,9 % от всего числа семей в населённом пункте и 18,2 % от всей численности населения находилось на момент переписи населения за чертой бедности, при этом 27,0 % из них были моложе 18 лет и 11,8 % — в возрасте 65 лет и старше.